# Asingán
Asingán es un municipio filipino de segunda categoría, situado en la isla de Luzón y perteneciente a  la provincia de Pangasinán en la Región Administrativa de Ilocos, también denominada Región I.

## Barangayes
El municipio se divide, a los efectos administrativos, en 21 barangayes o barrios, conforme a la siguiente relación:
| - Aristón del Este - Aristón del Oeste - Bantog - Baro - Bobonan - Cabalitián | - Calepaán - Carosucán del Norte - Carosucán del Sur - Coldit - Domanpot - Dupac | - Macalong - Palaris - Población del Este - Población del Oeste - San Vicente del Este | - San Vicente del Oeste - Sánchez - Sobol - Toboy |  |

## Historia
De la cadena de montes que llaman de los Igorrotes, al norte  de Pangasinán,salen varios ríos que fertilizan la tierra, siendo el más caudaloso el llamado Ano, por el que bajan las maderas de construcción, las palmas bravas, el cabo negro, las cañas, los bejucos y demás artículos que producen los bosques.

"...entre sus arenas arrastra cantidad considerable de partículas de oro, que deposita en la espaciosa llanura del pueblo de Asingán, cuyos habitantes se dedican una parte del año á la separación de estas partículas, valiéndose para ello de la espuma jabonosa del gogo, y en años de grandes avenidas obtienen hasta treinta granos de oro de cada cien libras de arena..."

"...Todos los arroyos que salen de estos montes arrastran oro en proporción á sus aguas: en ellos y á distancia de una jornada de Asingan se halla la célebre mina de oro que benefician esclusivamente los igorrotes, indios infieles que los habitan y en su centro hay una mina de cobre dorado que también benefician los mismos. ..."

Diccionario Buzeta, 1850.

## Personajes ilustres
- Fidel V. Ramos, XII presidente de Filipinas entre los años 1992 y 1998.

## Patrimonio
Iglesia parroquial católica bajo la advocación de San Luis Bertrand, que hoy se encuentra bajo la jurisdicción de la diócesis de Urdaneta en la Arquidiócesis  de Lingayén-Dagupán.	